# Władysław Jezierski

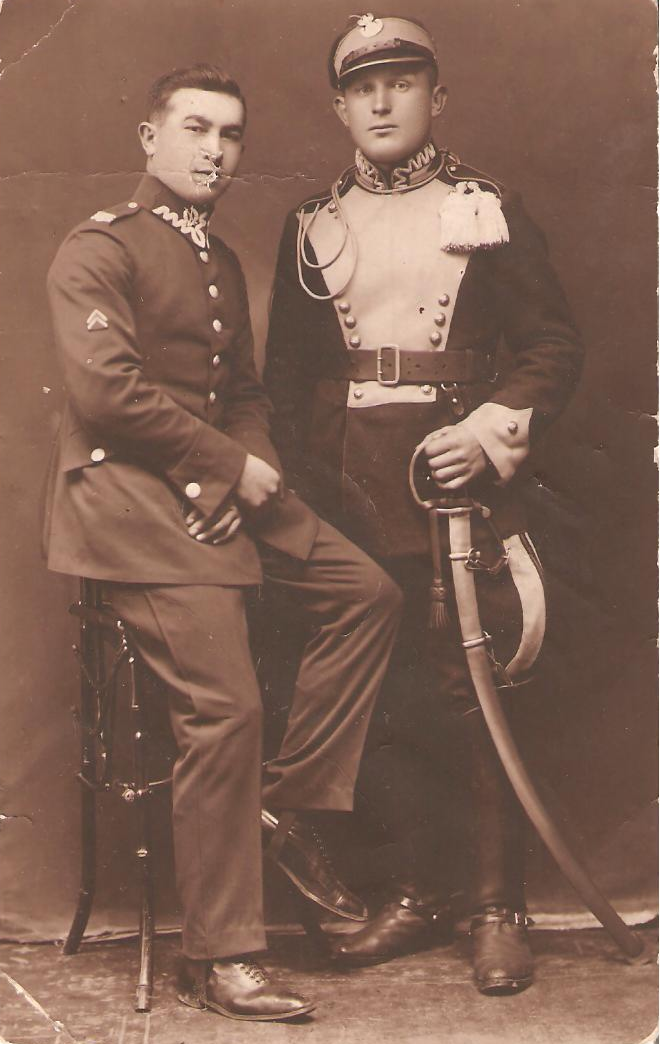
W.Jezierski z kolegą ułanem, Wilno, ok. 1925 r.

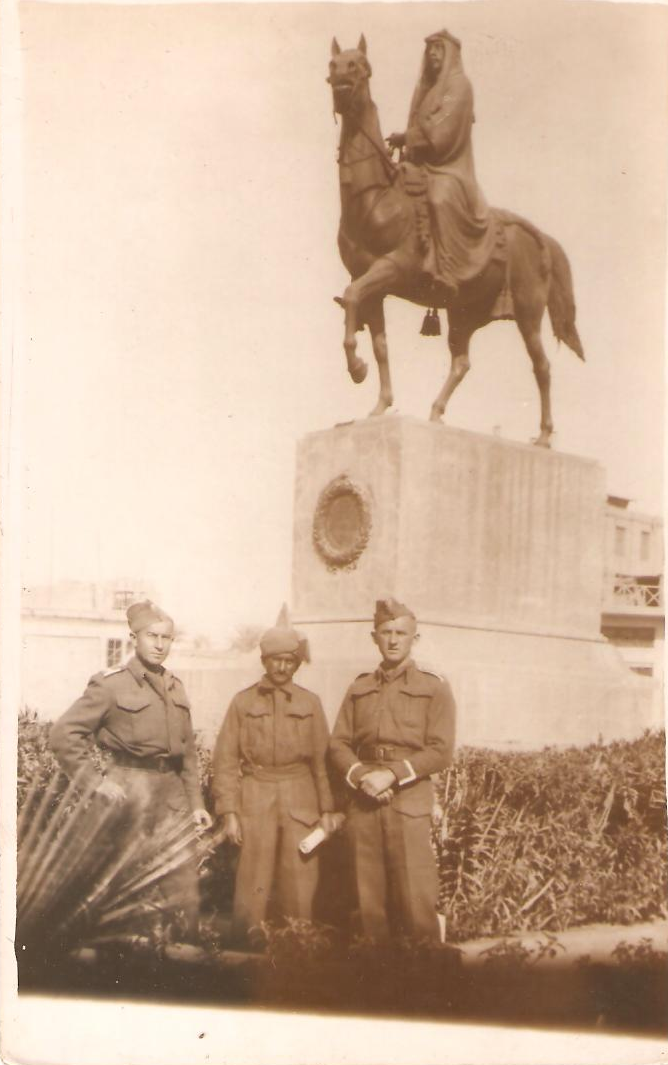
Pod pomnikiem króla Fajsala, Bagdad, XII 1942.

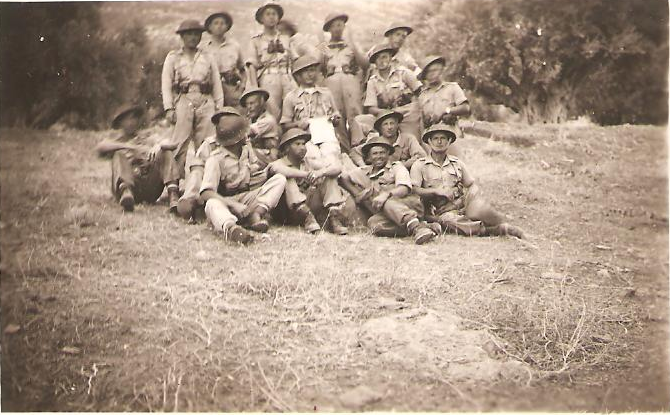
W.Jezierski (z lornetką) z żołnierzami na ćwiczeniach, Palestyna, jesień 1943 r.

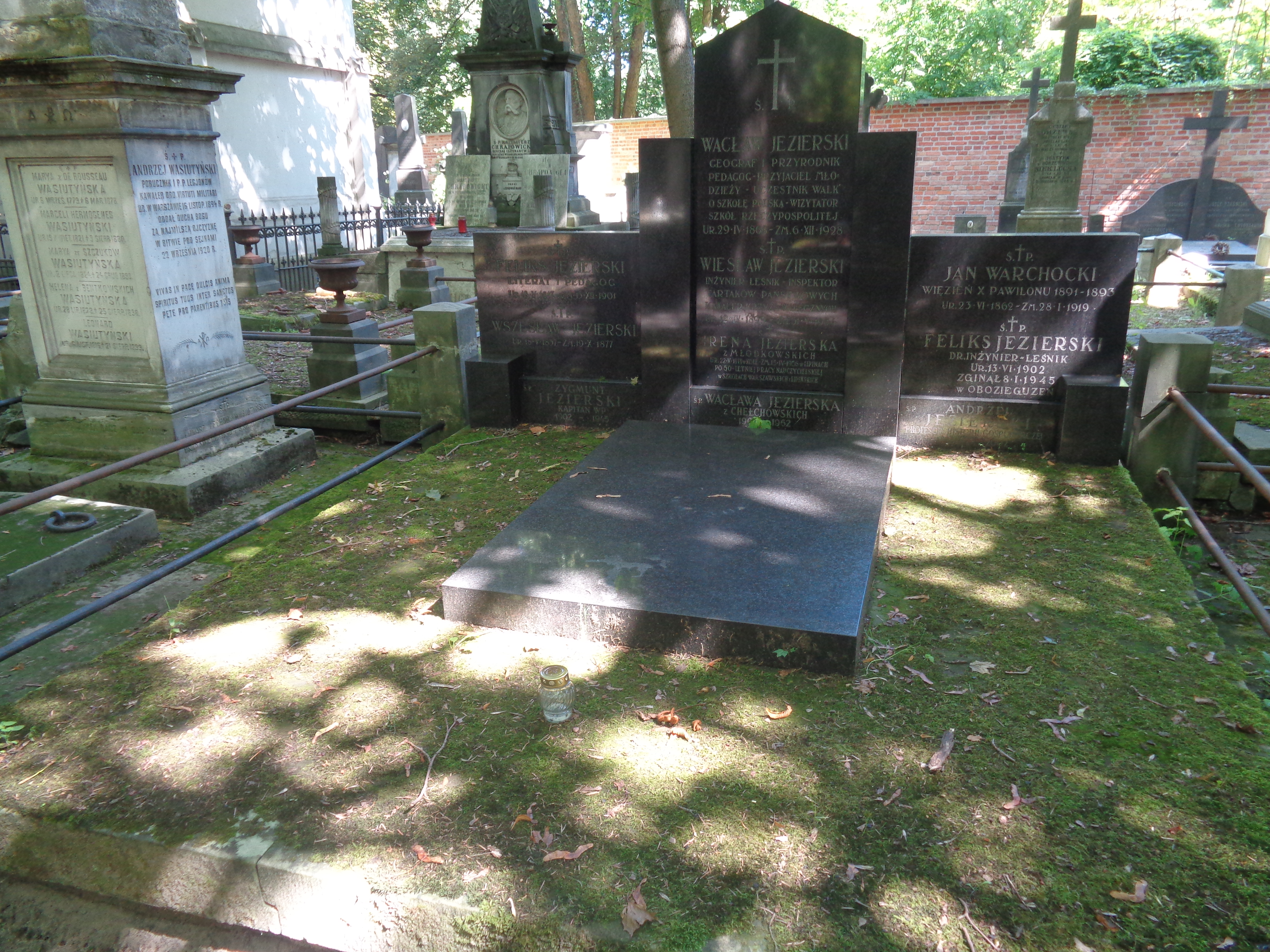
Grób Wacława Jezierskiego na cmentarzu Powązkowskim

Władysław Jezierski, właśc. Jeziorski (ur. 27 sierpnia 1901 w Okuniewie, zm. 18 listopada 1975) – uczestnik wojny polsko-bolszewickiej, żołnierz Korpusu Ochrony Pogranicza i 2 Korpusu Polskiego.

## Życiorys
Urodził się 27 sierpnia 1901 r. w Okuniewie k. Warszawy (zabór rosyjski) w rodzinie chłopskiej. W listopadzie 1918 r. brał udział w rozbrajaniu placówek niemieckich w pow. Mińsk Mazowiecki. W lutym 1919 r. wstąpił do wojska – przydzielony został do 32 pułku piechoty, a następnie 42 pułku piechoty w Białymstoku. Brał udział w wojnie polsko-bolszewickiej, w czasie Bitwy Warszawskiej został ranny. Po wojnie zdemobilizowany, w kwietniu 1922 r. powrócił do wojska. Przez następne 10 lat pełnił służbę w 5 pułku piechoty Legionów w Wilnie, gdzie ukończył szkołę podoficerską i szkołę podoficerów zawodowych. W 1932 r. przeniesiony został do Korpusu Ochrony Pogranicza. Pełnił służbę w kompanii granicznej KOP „Dukszty”. Był między innymi dowódcą strażnic „Samanta” i Smołwy. W 1939 r. – po wkroczeniu na Wileńszczyznę wojsk sowieckich – przeszedł 20 września, wraz ze swoją jednostką granicę litewską, gdzie został internowany. Przebywał w obozach w Połądze i Wiłkowyszkach. Po zajęciu Litwy przez ZSRR latem 1940 r. wywieziony został do obozu Pawliszczew-Bor, następnie w czerwcu 1941 r. na Półwysep Kolski, a w lipcu do obozu w Suzdalu. Po zawarciu układu Sikorski-Majski stawił się we wrześniu 1941 r. ponownie do służby w ośrodku w Tatiszczewie k. Saratowa. Wyznaczony został zastępcą dowódcy plutonu zwiadowców pieszych w 13 pułku piechoty. Na bazie tego pułku, w trakcie późniejszej reorganizacji, powstał 13 Wileński batalion strzelców, w którego szeregach W.Jezierski przeszedł cały szlak wojenny, aż do rozwiązania baonu w 1947 r. Szlak ten prowadził przez Kirgistan, Persję, Irak, Palestynę, Egipt i Włochy. W czasie kampanii włoskiej – pełnił wtedy obowiązki szefa 4 kompanii 13 Wileńskiego batalionu strzelców – był dwukrotnie ranny ; 12 maja 1944 r. w pierwszych godzinach bitwy o Monte Cassino oraz 19 kwietnia 1945 r. nad rzeką Gaiana k. Bolonii. Po zakończeniu działań wojennych Korpus stacjonował we Włoszech do 1946 r., po czym przeniesiony został do Wielkiej Brytanii. Po rozwiązaniu Polskich Sił Zbrojnych, wstąpił do Korpusu Przysposobienia i Rozmieszczenia. Do Polski W. Jezierski powrócił w listopadzie 1947. Zamieszkał razem z dziećmi w Kuślinie k. Nowego Tomyśla, gdzie pracował w gospodarstwie swojego krewnego, a następnie w spółdzielni rolniczej. W 1954 r. związał się z poznańską Spółdzielnią Spożywców, w której pracował początkowo jako ajent i kierownik sklepu, a od 1960 r. kierował kolejno dwoma jej klubami. W latach 60. i 70., korzystając ze sprzyjających w tym okresie warunków politycznych, zaangażował się bardzo w działalność społeczną na polu patriotyczno-wychowawczym. W klubach, jednostkach wojskowych i szkołach spotykał się z młodzieżą dzieląc się wspomnieniami i prowadząc prelekcje poświęcone dziejom Wojska Polskiego w czasie wojny. Szczególnie cieszyła go praca wśród uczniów Szkoły Podstawowej nr 25, która w 1972 r. obrała imię Bohaterów Monte Cassino. Za swoją działalność społeczną był wielokrotnie nagradzany i wyróżniany. Zmarł po ciężkiej chorobie 18 listopada 1975 r. Pochowany 21 listopada 1975 r. na Cmentarzu Junikowskim w Poznaniu (pole 22 kwatera 1-12-469).

## Życie rodzinne
Władysław Jezierski był dwukrotnie żonaty. Z pierwszą żoną Antoniną (zmarłą w czasie wojny) miał dwoje dzieci: Aldonę (ur. 1930) i Wiesława (ur. 1931). Z drugą żoną – Marianną Kwaśniewską z d. Bazarnik zawarł związek małżeński w 1951 r.

## Awanse
- 1922 – starszy legionista[2]
- 1924 – kapral[2]
- 1924 – plutonowy[2]
- 1928 – sierżant[2]
- 1941 – starszy sierżant – 1.XII[2]
- 1971 – podporucznik ?

## Ordery i odznaczenia
- Krzyż Walecznych (1945)
- Brązowy Krzyż Zasługi z Mieczami (1945)
- Brązowy Krzyż Zasługi (1934)
- Krzyż Pamiątkowy Monte Cassino (1945)
- Medal Pamiątkowy za Wojnę 1918–1921 (1928)
- Medal Dziesięciolecia Odzyskanej Niepodległości (1928)
- Medal Zwycięstwa i Wolności 1945 (1959)
- Medal Wojska (1946)
- Odznaka Grunwaldzka (1959)
- Odznaka za Rany i Kontuzje (trzykrotnie ranny)
- War Medal 1939–1945 (Wielka Brytania, 1945)
- 1939–1945 Star (Wielka Brytania, 1945)
- Italy Star (Wielka Brytania, 1945)
- Defence Medal (Wielka Brytania, 1947)
- Medaille D'Europe (1968, komb.)
- La Croix De Partisan (1968, komb.)
- Sphinx Cross (1971, komb.)